# Dolomedes zatsun
Dolomedes zatsun är en spindelart som beskrevs av Akio Tanikawa 2003. Dolomedes zatsun ingår i släktet Dolomedes och familjen vårdnätsspindlar. Inga underarter finns listade i Catalogue of Life.